# Бесхвостый длиннонос
Бесхвостый длиннонос (лат. Anoura geoffroyi) — вид летучих мышей семейства листоносых, обитающий в Центральной и Южной Америке. Видовое латинское название дано в честь зоолога Этьена Жоффруа.
Длина тела в среднем 69,2 мм. Морда удлинённая, верхняя челюсть короче нижней. Мех коричневый, основание конечностей густо покрыто волосами.
Распространён в тропических вечнозелёных лесах, обитает в низменных дождевых лесах, лиственных лесах, садах и плантациях.
Питается нектаром, фруктами и пыльцой, а также насекомыми. Участвует в опылении некоторых видов тилландсий. Устраивает места ночлега небольшими группами в пещерах, туннелях или дуплах деревьев. Единственный пик родов происходит ежегодно, в конце сезона дождей.
Никаких серьёзных угроз для вида нет. Добыча ископаемых в пещерах и туризм могут представлять угрозу. Имеется потеря среды обитания в Мексике. Встречается во многих природоохранных зонах по всему ареалу.